# Газовая атака
«Газовая атака» — десятий альбом гурту «Сектор газа», який був випущений в березні 1997 року. Пісня «Туман» — одна з найпопулярніших пісень гурту.

## Список композицій
1. «Аванс»
2. «Свидание»
3. «Вылазка»
4. «30 лет»
5. «Life»
6. «Туман»
7. «Твой звонок»
8. «Г. А. И. (водительская-подхалимская)»
9. «Мак»
10. «Чунга-Чанга»
11. «Хата»
12. «Рассказ, услышанный в автокомбинате»
13. «Опарыш»

## Музиканти

### Студійний склад гурту
- Юрій Клинських — вокал, гітара, клавішні
- Ігор Жирнов — гітара (1-4;6-9;11;13)
- Вадим Глухов — гітара (5;10)
- Ирина Бухарина — бек-вокал (1;11)

### Концертний склад гурту
- Юрій Клинських — вокал
- Вадим Глухов — гітара
- Василь Чорних — гітара
- Олександр Якушев — барабани
- Ігор Анікеєв — клавішні

## Інформація
- Дата выпуска: Березень 1996 року
- Студії: «Black Box» (1-6;8-13)
«Gala Records» (7)
- Музика, слова, підбірка фонограм, аранжування: Юрій Клинських
- Запис та зведення: А. Колтаков («Бонифаций») (1;4-6;8;10-12);

Валерій Таманов (7);
Андрій Дєльцов (2;3;9;13)